# Home Nations Championship 1891
L'Home Nations Championship 1891 (in gallese Pencampwriaeth Rygbi'r Pedair Gwlad 1891) fu la 9ª edizione del torneo annuale di rugby tra le squadre nazionali di Galles, Inghilterra, Irlanda e Scozia.
La Scozia vinse il suo secondo torneo in solitaria, quarto assoluto, con il Triple Crown, avendo vinto tutte le gare; in chiusura di torneo suggellò il suo en plein con la Calcutta Cup vinta a Londra, città che accolse la nazionale del Cardo dopo sette anni; la novità regolamentare introdotta dall'International Rugby Football Board fu la trasformazione della terna arbitrale: fino all'anno precedente l'arbitro principale era quello che decideva nel caso in cui i due arbitri in campo discordassero su un provvedimento; dal 1891 i due arbitri in campo passarono al ruolo di giudici di linea e l'arbitro principale divenne giudice unico in campo.
Il valore delle marcature, come stabilito dall’IRFB nel 1888, era: 1 punto per ciascuna meta (2 se trasformata), 2 punti per la realizzazione di ciascun calcio piazzato, 3 punti per la realizzazione di ciascun drop.

## Nazionali partecipanti e sedi
| Squadra     | Città            | Impianto interno           |
| ----------- | ---------------- | -------------------------- |
| Galles      | Llanelli Newport | Stradey Park Rodney Parade |
| Inghilterra | Richmond         | Athletic Ground            |
| Irlanda     | Dublino          | Lansdowne Road             |
| Scozia      | Edimburgo        | Raeburn Place              |

## Risultati
| Arbitro: | R.D. Rainie |

|          |    |                             |
| Pearson  | mt | Budworth Christopherson (2) |
| Bancroft | tr | Alderson (2)                |

| Arbitro: | Billy Douglas |

|  |    |                                  |
|  | mt | Lockwood (2) Toothill Wilson (2) |
|  | tr | Lockwood (2)                     |

| Arbitro: | H.L. Ashmore |

|                                                  |      |  |
| Boswell Clauss (2) Goodhue Leggatt C. Orr J. Orr | mt   |  |
| McEwan                                           | tr   |  |
| W. Neilson Stevenson                             | drop |  |

| Arbitro: | Rowland Hill |

|  |      |                                  |
|  | mt   | Clauss MacGregor Wotherspoon (3) |
|  | tr   | Boswell (3)                      |
|  | drop | McEwan                           |

| Arbitro: | A. Rowsell |

|           |      |            |
| D. Samuel | mt   | Lee        |
| Bancroft  | tr   |            |
| Bancroft  | drop | Walkington |

| Arbitro: | Joseph Chambers |

|          |      |                   |
| Lockwood | mt   | W. Neilson J. Orr |
| Alderson | tr   | MacGregor (2)     |
|          | drop | Clauss            |

## Classifica finale
| Pos | Squadra     | G | V | N | P | PF | PS | DP  | Pt |
| --- | ----------- | - | - | - | - | -- | -- | --- | -- |
| 1   | Scozia      | 3 | 3 | 0 | 0 | 38 | 3  | +35 | 6  |
| 2   | Inghilterra | 3 | 2 | 0 | 1 | 19 | 12 | +7  | 4  |
| 3   | Galles      | 3 | 1 | 0 | 2 | 9  | 26 | −17 | 2  |
| 4   | Irlanda     | 3 | 0 | 0 | 3 | 4  | 29 | −25 | 0  |